# Yitzhak Mordechai
Yitzhak Mordechai (hebreiska: יצחק מרדכי), född 22 november 1944, är en före detta israelisk general som senare blev Israels försvarsminister åren 1996-1999. Han gick i pension år 2000 efter att ha blivit anklagad för sexuella trakasserier, något som han nekade till. Han är etniskt kurd från Irak.